# Boek der Documenten
Het Boek der Documenten (Shujing), ook wel de Achtenswaardige Documenten (Shangshu) genoemd, is een Chinees historisch werk dat behoort tot de Vijf Klassieken. Het is daardoor ook een van de Confucianistische Klassieken. Het werk is een losse verzameling toespraken, gesprekken, adviezen, decreten en aansporingen. Zij werden traditioneel toegeschreven aan koningen en ministers uit de mythische periode en de Xia, Shang en vroege Zhou-tijd. In het traditionele China gold de gehele verzameling als een waarheidsgetrouw beeld van de vroegste geschiedenis en een bron van wijsheid voor vorst en bestuursambtenaar.
De samenstelling vond echter pas plaats tijdens de late-Zhou-periode. Sommige berichten die gebeurtenissen uit de vroege Zhou-tijd beschrijven, worden ook nu nog als betrouwbaar beschouwd. Documenten over eerdere gebeurtenissen zijn echter pas geschreven in de late Zhou-tijd en vervolgens in de mond van de betreffende koning of minister gelegd. Verder zijn er nog dertig vervalste documenten, die in de 3e en 4e eeuw na Chr. aan het werk zijn toegevoegd.

## Ontstaan
Binnen het boek kunnen twee versies worden onderscheiden, een mogelijk authentieke nieuwe tekst (jinwen) en een vervalste oude tekst (guwen).

### De 'nieuwe tekst'

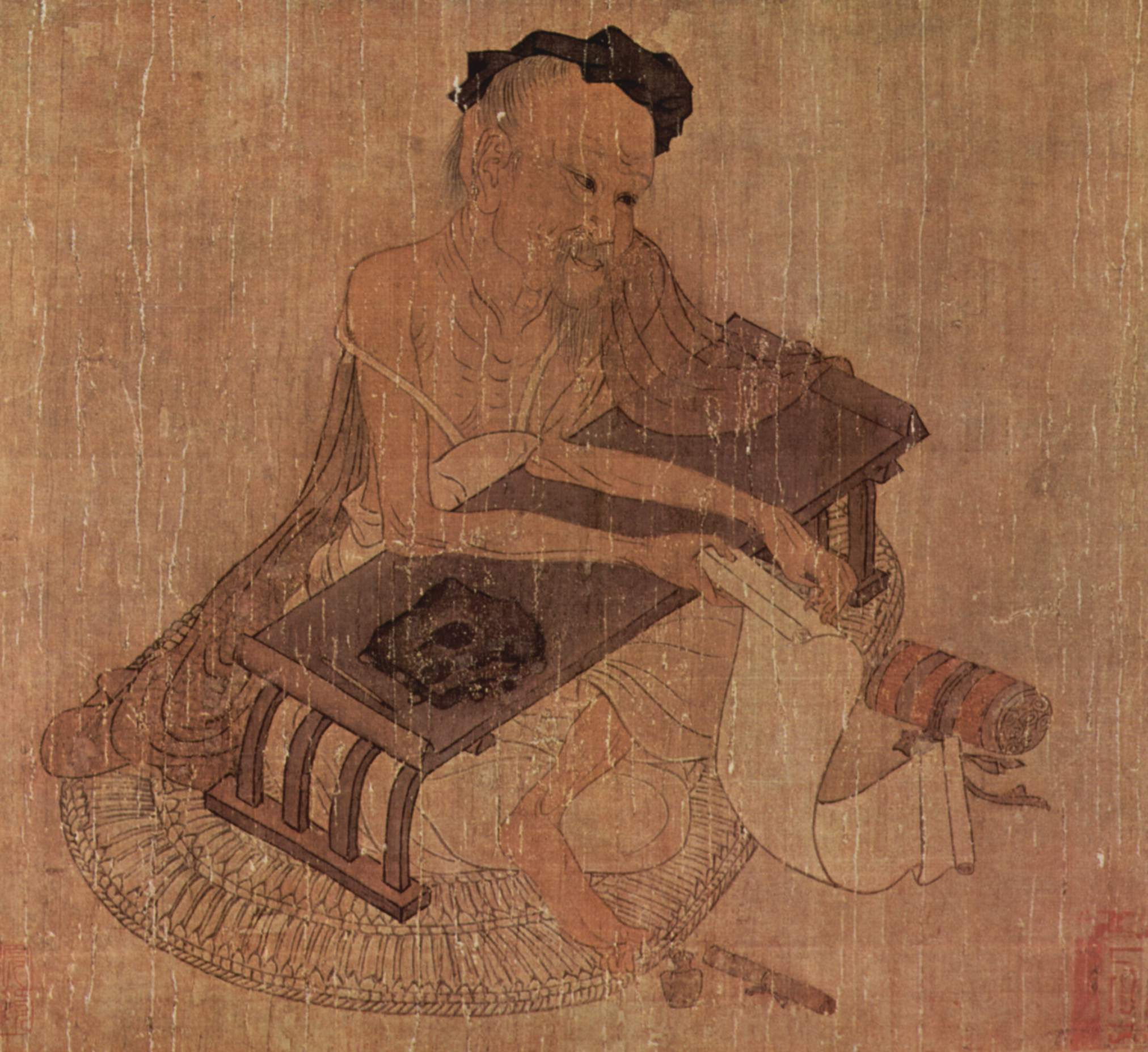
Fu Sheng geeft het Boek der Documenten door. Schildering op zijde, toegeschreven aan Wang Wei (699-759), maar vermoedelijk stammend uit de 9e eeuw, Osaka Municipal Museum.

Tijdens de boekverbranding door Qin Shi Huangdi zou Fu Sheng ('Meester Sheng', een geleerde met de rang van 'boshi' (博士), zijn exemplaar van de Shujing in de muur van zijn woning hebben verstopt. Na de val van de Qin-dynastie wist hij uit de fragmenten slechts achtentwintig hoofdstukken op te schrijven. Hiervoor gebruikte hij het op dat moment gangbare (gepenseelde) klerkenschrift (lishu, 隶书), het door de Qin gestandaardiseerde schrift. Deze versie staat daardoor bekend als 'nieuwe tekst' (jinwen). Later, in de eerste helft van de eerste eeuw v. Chr, werd nog een ander document gevonden, met als titel 'Grote Verklaring' (Taishi, 泰誓). Ook dit document lag volgens de traditie verstopt in de muur van een huis. Het werd als hoofdstuk 29 aan de nieuwe tekst versie van Fu Sheng toegevoegd. Tegenwoordig wordt de Grote Verklaring beschouwd als een vervalsing. De catalogus van de Keizerlijke bibliotheek uit 5 v.Chr. maakt melding van de tekst van de Shu in 29 hoofdstukken. Dit zal de versie van Fu Sheng zijn geweest. Hij heeft ook een commentaar op zijn versie van het Boek der Documenten geschreven, de Shangshu Dazhuan, 'Groot commentaar op het Boek der Documenten'). De huidige versie van dit werk is een gereconstrueerde versie uit de Qing-tijd.

### De 'oude tekst'
Aan het einde van de tweede eeuw v.Chr. werden documenten gevonden in de oude woning van Confucius, toen die woning tot een paleis werd verbouwd. Zij bevatten behalve de 29 hoofdstukken van de nieuwe tekst 16 andere hoofdstukken. Omdat de documenten waren geschreven in schrift dat stamde uit de tijd van vóór de standaardisatie van het schrift door Qin Shihuangdi werd deze versie de oude tekst genoemd. Om ze weer leesbaar te maken werden de manuscripten herschreven in het op dat moment gebruikte (gepenseelde) klerkenschrift (lishu, 隶书). Dit zou zijn gedaan door Kong Anguo (孔安國), een directe afstammeling van Confucius. Desondanks behield deze versie de aanduiding oude tekst.
Kong Anguo voorzag zijn versie van een voorwoord. Hierin beschreef hij op welke wijze de versie was gevonden. Hij beriep zich verder op een tussen de fragmenten gevonden inleiding op het oorspronkelijke werk. Daarin stond dat het werk 100 hoofdstukken heeft geteld, verdeeld over 81(?) documenten. Confucius zelf zou die hoofdstukken hebben verzameld en elk van een inleiding hebben voorzien. De namen van die 100 hoofdstukken zijn bewaard gebleven. Kong Anguo noemde zijn versie daarom Baipian Shangshu (百篇尚書, De honderd hoofdstukken van de Shangshu). In de catalogus van de keizerlijke bibliotheek uit 5 v. Chr, samengesteld door Liu Xin, staat dit boek vermeld als de tekst van de Shu in oude karakters in 46 delen.

### Discussies over authenticiteit
Toen in de eerste eeuw v. Chr ook  oude tekst-versies van andere boeken opdoken (waaronder de Gesprekken van Confucius, Yili en Xiaojing bleken er verschillen te zijn tussen die werken en hun nieuwe tekst-versies. Volgens wetenschappers als Kong Anguo, Liu Xin, Ma Rong (馬融, 79-166 na Chr.) en Zheng Xuan (鄭玄, 127-200 na Chr.) werd de overleveringslijn van de 'nieuwe teksten' onderbroken op het moment dat die manuscripten werden herschreven. Vergeleken met de oude teksten kwam uit de nieuwe teksten een andere vorm van het Confucianisme naar voren. Er had een proces van eclecticisme plaatsgevonden, waarbij een grotere nadruk kwam te liggen op magische elementen. De leer van de Vijf Elementen zoals geformuleerd door Zou Yan (鄒衍, 305-240 v.Chr.) en de filosofie van Yin yang (waarbij alles voortdurend verandert en wederzijds beïnvloedt) werden verenigd met Confucianistische elementen. Zo ontstond een kijk op het universum waarbij verschijnselen in de kosmos en in de natuur werden verbonden met de daden van mensen. Voorheen legde het Confucianisme meer nadruk op de mens en zijn plaats in de maatschappij en werd Confucius slechts beschouwd als de eerste leraar (xianshi 先師). Naar aanleiding van de nieuwe teksten werd hij omschreven als de grootste wijsgeer (zhisheng 至聖) en zelfs stichter van een religie.
In de hierop volgende discussies over de juiste interpretatie van de teksten kreeg de school van de nieuwe tekst de overhand. Dit bleek uit de bijeenkomst in de Hal van de Witte Tijger over de ware betekenis van de Confucianistische klassieken, die in 79 na Chr. werd gehouden en is opgeschreven in de Baihutong (白虎通, De discussies in de Hal van de Witte Tijger). De toen als orthodox beschouwde nieuwe tekst-versie van de Vijf Klassieken werd in 175 onder keizer Lingdi in steen uitgehouwen (Xiping Shi Jing 熹平石經, de Xiping stenen klassieken, genoemd naar de keizerlijke jaartitel). Hieronder bevond zich ook de nieuwe tekst versie van de Shujing.
Toch bleef men ook de oude tekst bestuderen. Onder de Wei-dynastie werd dit zelfs de orthodoxe versie, toen opdracht werd gegeven deze versie in steen uit te houwen (Santishijing 三體石經, stenen klassieken in drie soorten karakters). Deze taak bleef onvoltooid en in 311 werden de inscripties samen met de keizerlijke bibliotheek verwoest toen de hoofdstad Luoyang door de Han Zhao werd ingenomen en geplunderd.

### De vervalsing van Mei Ze
De naar het zuiden gevluchte Oostelijke Yin-dynastie wenste de verwoeste keizerlijke bibliotheek opnieuw in te richten en deed een algemene oproep documenten af te staan. In 317 overhandigde Mei Ze (梅賾, of Mei Yi 梅頤?) naar eigen zeggen een exemplaar van de door Kong Anguo samengestelde versie van de Shujing (Kong Anguo Shangshu 孔安國尚書). Deze versie bestond uit de nieuwe tekst hoofdstukken, afkomstig van Fu Sheng, die waren aangevuld met een voorwoord en 26 hoofdstukken (de 16 hoofdstukken van de oude tekst en 9 andere hoofdstukken). Vanaf dat moment werd zijn versie beschouwd als de authentieke versie van de Shujing. Een in 654 door Kong Yingda (孔潁達 574-648) verzorgd commentaar (Shangshu zhengyi 尚書正義) is bewaard gebleven, evenals een in 837 in steenblokken uitgehouwen versie.
De eerste twijfel over het authentieke karakter van de aanvullingen door Mei Ze kwam van Wu Yu (吳域 gestorven 1155) en van Zhu Xi. Het viel hun op dat, vergeleken met de nieuwe tekst hoofdstukken, de aanvullingen bijzonder makkelijk te lezen waren. Pas vijf eeuwen daarna toonde Yan Ruoqu (閻若璩 1636-1704) overtuigend aan dat de aanvullingen door Mei Ze niet afkomstig waren van de oude tekst versie, maar waren overgenomen uit andere bronnen, zoals de Shiji, Guoyu en Zuozhuan. Zijn Shangshu guwen shuzheng (尚書古文疏証 Onderzoek naar de authenticiteit van de oude tekst van de Shangshu) was het resultaat van dertig jaar studie.

## Samenstelling
De documenten bestaan uit vier onderdelen: de documenten van Tang en van Yu, de documenten van Xia, de documenten van Shang en de documenten van Zhou. Er zijn in totaal 50 documenten, verdeeld over 58 hoofdstukken. Hiervan worden er 28 gerekend tot de nieuwe tekst.

### Documenten van Tang en van Yu
| Nr. oude tekst | Nr. nieuwe tekst | Titel              | Vertaling                        | Opmerkingen |
| -------------- | ---------------- | ------------------ | -------------------------------- | ----------- |
| 1              | 1                | Yaodian (堯典)     | De canon van Yao                 |             |
| 2              | 1                | Shundian (舜典)    | De canon van Shun                |             |
| 3              | -                | Dayu mo (大禹謨)   | De aanbevelingen van de Grote Yu |             |
| 4              | 2                | Gaoyao mo (臯陶謨) | De aanbevelingen van Gao Yao     |             |
| 5              | 2                | Yi Ji (益稷)       | De Yi en Ji                      |             |

### Documenten van Xia
| Nr. oude tekst | Nr. nieuwe tekst | Titel                   | Vertaling                     | Opmerkingen |
| -------------- | ---------------- | ----------------------- | ----------------------------- | ----------- |
| 6              | 3                | Yugong (禹貢)           | Het tribuut van Yu            |             |
| 7              | 4                | Gangshi (甘誓)          | De toespraak te Gan           |             |
| 8              | -                | Wu zi shi ge (五子之歌) | De liederen van de vijf zonen |             |
| 9              | -                | Yinzheng (胤征)         | De strafexpeditie van Yin     |             |

### Documenten van Shang
| Nr. oude tekst | Nr. nieuwe tekst | Titel                       | Vertaling                                            | Opmerkingen |
| -------------- | ---------------- | --------------------------- | ---------------------------------------------------- | ----------- |
| 10             | 5                | Tangshi(湯誓)               | De toespraak van Tang                                |             |
| 11             | -                | Zhonghui zhi gao (仲虺之誥) | De aankondiging van Zhong Hui                        |             |
| 12             | -                | Tanggao (湯誥)              | De aankondiging van Tang                             |             |
| 13             | -                | Yixun (伊訓)                | De leringen van Yi                                   |             |
| 14-16          | -                | Taijia (大甲)               | De Taijia                                            |             |
| 17             | -                | Xian you yi de (咸有一徳)   | Zuivere rechtschapenheid als gemeenschappelijk bezit |             |
| 18-20          | 6                | Pangeng(盤庚)               | De Pangeng                                           |             |
| 21-23          | -                | Yueming (說命)              | De opdracht aan Yue                                  |             |
| 24             | 7                | Gaozong rongri (高宗肜日)   | De dag van het aanvullende offer aan Gaozong         |             |
| 25             | 8                | Xibo kan Li (西伯戡黎)      | De verovering van Li door de Heren van het Westen    |             |
| 26             | 9                | Weizi (微子)                | De graaf van Wei                                     |             |

### Documenten van Zhou
| Nr. oude tekst | Nr. nieuwe tekst | Titel                         | Vertaling                                     | Opmerkingen |
| -------------- | ---------------- | ----------------------------- | --------------------------------------------- | ----------- |
| 27-29          | (29)             | Taishi (泰誓)                 | De grote bekendmaking                         |             |
| 30             | 10               | Mushi (牧誓)                  | De toespraak te Mu                            |             |
| 31             | -                | Wucheng (武成)                | De voorspoedige beëindiging van de oorlog     |             |
| 32             | 11               | Hongfan (洪範)                | Het grote ontwerp                             |             |
| 33             | -                | Lüao (旅獒)                   | De honden van Lü                              |             |
| 34             | 12               | Jinteng (金縢)                | De kist met metaalbeslag                      |             |
| 35             | 13               | Dagao (大誥)                  | De grote aankondiging                         |             |
| 36             | -                | Weizi zhi ming (微子之命)     | De opdracht aan de graaf van Wei              |             |
| 37             | 14               | Kanggao (康誥)                | De aankondiging gericht tot de vorst van Kang |             |
| 38             | 15               | Jiugao (酒誥)                 | De aankondiging omtrent dronkenschap          |             |
| 39             | 16               | Zicai (梓材)                  | Het hout van de zi-boom                       |             |
| 40             | 17               | Shaogao (召誥)                | De aankondiging van de hertog van Shao        |             |
| 41             | 18               | Luogao (洛誥)                 | De aankondiging omtrent Luo                   |             |
| 42             | 19               | Duoshi (多士)                 | De talrijke ambtenaren                        |             |
| 43             | 20               | Wuyi (無逸)                   | Tegen weelde en gemakzucht                    |             |
| 44             | 21               | Jun Shi (君奭)                | Vorst Shi                                     |             |
| 45             | -                | Cai Zhong zhi ming (蔡仲之命) | De opdracht aan Zhong van Cai                 |             |
| 46             | 22               | Duofang (多方)                | De talrijke gebieden                          |             |
| 47             | 23               | Lizheng (立政)                | De vestiging van bestuur                      |             |
| 48             | -                | Zhouguan (周官)               | De ambtenaren van Zhou                        |             |
| 49             | -                | Jun Chen (君陳)               | De Jun Chen                                   |             |
| 50             | 24               | Guming (顧命)                 | De testamentaire opdracht                     |             |
| 51             | 24               | Kangwang zhi gao (康王之誥)   | De aankondiging van koning Kang               |             |
| 52             | -                | Biming (畢命)                 | De opdracht aan de hertog van Bi              |             |
| 53             | -                | Jun Ya (君牙)                 | De Jun Ya                                     |             |
| 54             | -                | Jiongming (冏命)              | De opdracht aan Jiong                         |             |
| 55             | 25               | Lüxing (呂刑)                 | De markies van Lü over bestraffing            |             |
| 56             | 26               | Wenhou zhi ming (文侯之命)    | De opdracht aan markies Wen                   |             |
| 57             | 27               | Feishi (費誓)                 | De toespraak te Fei                           |             |
| 58             | 28               | Qinshi (秦誓)                 | De toespraak door de markies van Qin          |             |

## Vertalingen

### Vertaling van de huidige versie van het gehele werk
- Legge, James, 'The Shû King or Book of Historical Documents' in: Sacred Books of the East, Vol. 3, The Shû King, Shih King and Hsiâo King, Oxford (At the Clarendon Press), 1879, pp. 1–272. (Laatste herdruk Taipei (SMC Publishing Inc.) 1994, ISBN 957-638-040-5)

Nederlandse vertaling: Sjoe tjing. Het boek der historiën. Een gemoderniseerde editie door Clae Waltham, naar de vertaling [uit het Chinees] van James Legge [vert. uit het Engels door Joke en Jan Pluvier], Deventer (Ankh-Hermes) 1981, ISBN 90-202-4921-5
- Couvreur, Séraphin, Chou King. Les Annales de la Chine, avec dessins. Traduction de Couvreur, Ho kien Fou (Imprimerie de la Mission Catholique) 1897. Herdruk Parijs (Cathasia) 1951 (reeks: Série Culturelle des Hautes Etudes de TienTsin).

### Vertaling van alleen de 'nieuwe tekst'
- Karlgren, Bernhard, 'Book of Documents', in: Bulletin of the Museum of Far Eastern Antiquities 22 (1950), pp. 1–81.
- Zie ook:
  - Karlgren, Bernhard, 'Glosses on the Book of Documents I', in: Bulletin of the Museum of Far Eastern Antiquities 20 (1948), pp. 39–315.
  - Karlgren, Bernhard, 'Glosses on the Book of Documents II', in: Bulletin of the Museum of Far Eastern Antiquities 21 (1949), pp. 63–206.
  - Karlgren, Bernhard, 'Index to Glosses on the Book of Odes and Glosses on the Book of Documents' in: Bulletin of the Museum of Far Eastern Antiquities 36 (1964), pp. 107–116.